# گیاه‌پارچ زرآوندی
گیاه‌پارچ زرآوندی (نام علمی: Nepenthes aristolochioides)، یک گونه از سرده گیاه‌پارچ‌ها است.